# Tomàquets verds fregits
Tomàquets verds fregits (títol original en anglès Fried Green Tomatoes) és una pel·lícula de Jon Avnet, estrenada el 1991, adaptació de la novel·la Fried Green Tomatoes at the Whistle Stop Cafe de Fannie Flagg. Aquesta pel·lícula ha estat doblada al català.

## Argument
Evelyn Couch (Kathy Bates), una dona entre dues edats, es troba en un estat de depressió i de crisi de personalitat que es veu agreujada per el mal moment per el que passa el seu matrimoni amb l'Ed (Gailard Sartain), un home que l'hi fa molt poc cas i es comporta de forma molt poc sensible amb ella. Un dia que van a visitar una parenta a la residència de gent gran, hi coneix de casualitat una encantadora octogenària, Ninny Threadgoode (Jessica Tandy), que li va explicant mica en mica una història amb dues dones com a protagonistes,  Idgie (Mary Stuart Masterson) i Ruth (Mary-Louise Parker) que va ocòrrer als anys 30 a un poblet d'Alabama (Estats Units). Aquesta trobada s'anirà tornant cada cop més fascinant fins al punt que Evelyn Couch canviarà la seva manera de veure la vida.

## Repartiment
- Kathy Bates: Evelyn Couch
- Mary Stuart Masterson: Idgie (Imogen) Threadgoode
- Mary-Louise Parker: Ruth Jamison
- Jessica Tandy: Ninny Threadgoode
- Cicely Tyson: Sipsey
- Chris O'Donnell: Buddy Threadgoode
- Stan Shaw: Big George
- Gailard Sartain: Ed Couch
- Timothy Scott: Smokey Lonesome
- Gary Basaraba: Grady Kilgore
- Lois Smith: Mama Threadgoode
- Macon McCalman: el procurador
- Richard Riehle: Reverend Scroggins
- Raynor Scheine: Curtis Smoote
- Jo Harvey Allen: professor de la consciència de les dones

## Anàlisi
La pel·lícula explora la transformació personal i l'empoderament femení. Evelyn Couch, una dona de mitjana edat frustrada amb la seva vida, experimenta un canvi radical gràcies a les històries que li explica Ninny Threadgoode sobre Idgie i Ruth, dues dones que van viure als anys 30. Aquestes narracions serveixen com a catalitzador per a l'autodescobriment d'Evelyn, ajudant-la a superar la seva crisi d'identitat i a trobar un nou propòsit en la vida.
El film també aborda temes com l'amistat intergeneracional, la importància de la memòria i les històries orals, i la lluita contra els estereotips de gènere. A través de les experiències d'Idgie i Ruth, es mostren models alternatius de feminitat que desafien les normes socials de l'època.
- Sororitat femenina

La sororitat és l'eix central de la pel·lícula, manifestant-se en diferents nivells:
1. Entre Present Evelyn i Ninny: La seva amistat transcendeix les diferències d'edat i experiència, oferint suport mutu i creixement personal. Evelyn representa una generació de dones que, tot i tenir més llibertats formals, encara lluiten contra expectatives socials i inseguretats personals.
2. Entre Present Ruth i Idgie: La seva relació desafia les convencions socials dels anys 30, mostrant una unió profunda i incondicional. Les dones com Idgie i Ruth desafien obertament els rols de gènere tradicionals, mostrant una valentia i independència poc comunes per l'època.
3. Entre generacions: La transmissió d'històries de Ninny a Evelyn crea un vincle entre dones de diferents èpoques, emfatitzant la importància de la solidaritat femenina a través del temps.

Aquesta sororitat es presenta com una força transformadora que permet a les dones superar obstacles personals i socials, oferint un model de relacions femenines basat en el suport mutu i l'empoderament.
- Discriminació racial

El racisme és un tema subjacent però important en la pel·lícula, reflectint la realitat del sud dels Estats Units als anys 30. Es mostra a través de la segregació racial i la presència del Ku Klux Klan. El personatge de Big George i la seva família representen la lluita contra la discriminació racial. La pel·lícula exposa les tensions racials de l'època i com aquestes afectaven la vida quotidiana, mostrant tant la injustícia com els actes de resistència i solidaritat entre comunitats.

## Premis i nominacions
| Any  | Premi                                      | Categoria                                     | Persones                    | Resultat    |
| ---- | ------------------------------------------ | --------------------------------------------- | --------------------------- | ----------- |
| 1991 | Premis USC Scripter                        | Millor adaptació al cinema d'una obra impresa | Fannie Flagg Carol Sobieski | Guanyadores |
| 1991 | Premis Writers Guild of America            | Meillor Guió                                  | Fannie Flagg Carol Sobieski | Guanyadores |
| 1992 | Premis GLAAD Media Awards                  | Pel·lícula excepcional                        |                             | Guanyadora  |
| 1992 | Premis Artios (Casting Society of America) | Millor Casting                                | David Rubin                 | Guanyador   |
| 1992 | Premis Artios (Casting Society of America) | Millor distribució d'una pel·lícula dramàtica | David Rubin                 | Guanyador   |
| 1992 | Premis American Comedy Awards              | Millor actriu de comèdia                      | Kathy Bates                 | Candidata   |
| 1992 | Premis American Comedy Awards              | Millor actriu secundària de comèdia           | Jessica Tandy               | Candidata   |
| 1992 | Premis Oscar                               | Millor actriu de repartiment                  | Jessica Tandy               | Candidata   |
| 1992 | Premis Oscar                               | Millor guió adaptat                           | Fannie Flagg Carol Sobieski | Candidates  |
| 1992 | Globus d'Oro                               | Millor pel·lícula de comèdia o musical        |                             | Candidata   |
| 1992 | Globus d'Oro                               | Millor pel·lícula de comèdia o musical        | Kathy Bates                 | Candidata   |
| 1992 | Globus d'Oro                               | Millor actriu secundària                      | Jessica Tandy               | Candidata   |
| 1992 | Premis BAFTA                               | Millor actriu                                 | Jessica Tandy               | Candidata   |
| 1992 | Premis BAFTA                               | Millor actriu de repartiment                  | Kathy Bates                 | Candidata   |
| 1992 | Premis Guldbagge                           | Millor pel·lícula extrangera                  |                             | Candidata   |
| 1993 | Premis Young Artist                        | Millor actriu menor de 10 anys                | Nancy Moore Atchison        | Guanyadores |
| 1993 | Premis BMI                                 | Millor banda sonora o música de pel·lícula    | Thomas Newman               | Guanyador   |

## Crítica
- "Tomàquets verds fregits és bastant predictible, i l'estructura amb flashbacks resulta una distracció, però la força de les interpretacions triomfa sobre els problemes en les seves formes (...) Puntuació: ★★★ (sobre 4)"[3]
- "Un drama sobre dones fortes, generoses i divertides, que sembla tallat pel mateix patró que 'Magnoliès d'acer[4]